# Караваєво (Костромська область)
Караваєво (рос. Караваево) — селище в Костромському районі Костромської області Російської Федерації.
Населення становить 7988 осіб. Входить до складу муніципального утворення Караваевське сільське поселення.

## Історія
У 1936-1944 року населений пункт перебував у складі Ярославської області. Від 1944 належить до Костромської області.
Від 2007 року входить до складу муніципального утворення Караваевське сільське поселення.

## Населення
| 1970 | 1979  | 1989  | 2002  | 2008  | 2010  | 2014  |
| ---- | ----- | ----- | ----- | ----- | ----- | ----- |
| 6002 | ↗7481 | ↗8365 | ↘7668 | ↗8227 | ↘7515 | ↗7988 |